# سوني (فلم)
سوني (بالإنجليزية: Sonny) هو فيلم جريمة تم إنتاجه في الولايات المتحدة وصدر في سنة 2002. الفيلم من إخراج نيكولاس كيج من بطولة جيمس فرانكو وبريندا بليثين وهاري دين ستانتون ومينا سوفاري.

## الميزانية والإيرادات
حقق أرباحا تقدر بـ 30005 دولار.

## وصلات خارجية
- سوني على موقع IMDb (الإنجليزية)
- سوني على موقع ميتاكريتيك (الإنجليزية)
- سوني على موقع الموسوعة البريطانية (الإنجليزية)
- سوني على موقع روتن توميتوز (الإنجليزية)
- سوني على موقع نتفليكس (الإنجليزية)
- سوني على موقع ألو سيني (الفرنسية)
- سوني على موقع Turner Classic Movies (الإنجليزية)
- سوني على موقع أول موفي (الإنجليزية)
- سوني على موقع فيلمافينيتي (الإسبانية)
- سوني على موقع قاعدة بيانات الفيلم (الإنجليزية)